# (37464) 6352 P-L
6352 P-L (asteroide 37464) é um asteroide da cintura principal. Possui uma excentricidade de 0.08833640 e uma inclinação de 1.60264º.
Este asteroide foi descoberto no dia 24 de setembro de 1960 por Cornelis Johannes van Houten e Ingrid van Houten-Groeneveld e Tom Gehrels em Palomar.